# 스트리트 트래쉬
스트리트 트래쉬(Street Trash)는 미국에서 제작된 제임스 머로 감독의 1987년 코미디, 공포 영화이다. 빌 세필 등이 주연으로 출연하였고 로이 프럼케스 등이 제작에 참여하였다.

## 출연

### 주연
- 빌 세필
- 마이크 랙키

### 조연
- 제인 아라카와
- 니콜 포터
- 미리암 주커
- 마크 스페라자

## 제작진
- 협력프로듀서: 프랭크 M. 패럴
- 미술: 로버트 마르쿠치